# Malecón de Buenaventura
El Malecón de Buenaventura o Malecón Bahía de la Cruz es un malecón turístico ubicado en el distrito de Buenaventura, Colombia.

## Descripción
Se encuentra en  Bahía de la Cruz de Buenaventura. En él se realizan actividades deportivas, cuenta con dos canchas que sirven para distintos deportes, gradería para las mismas, juegos infantiles, zonas verdes y 42 locales comerciales.

## Lugares de interés

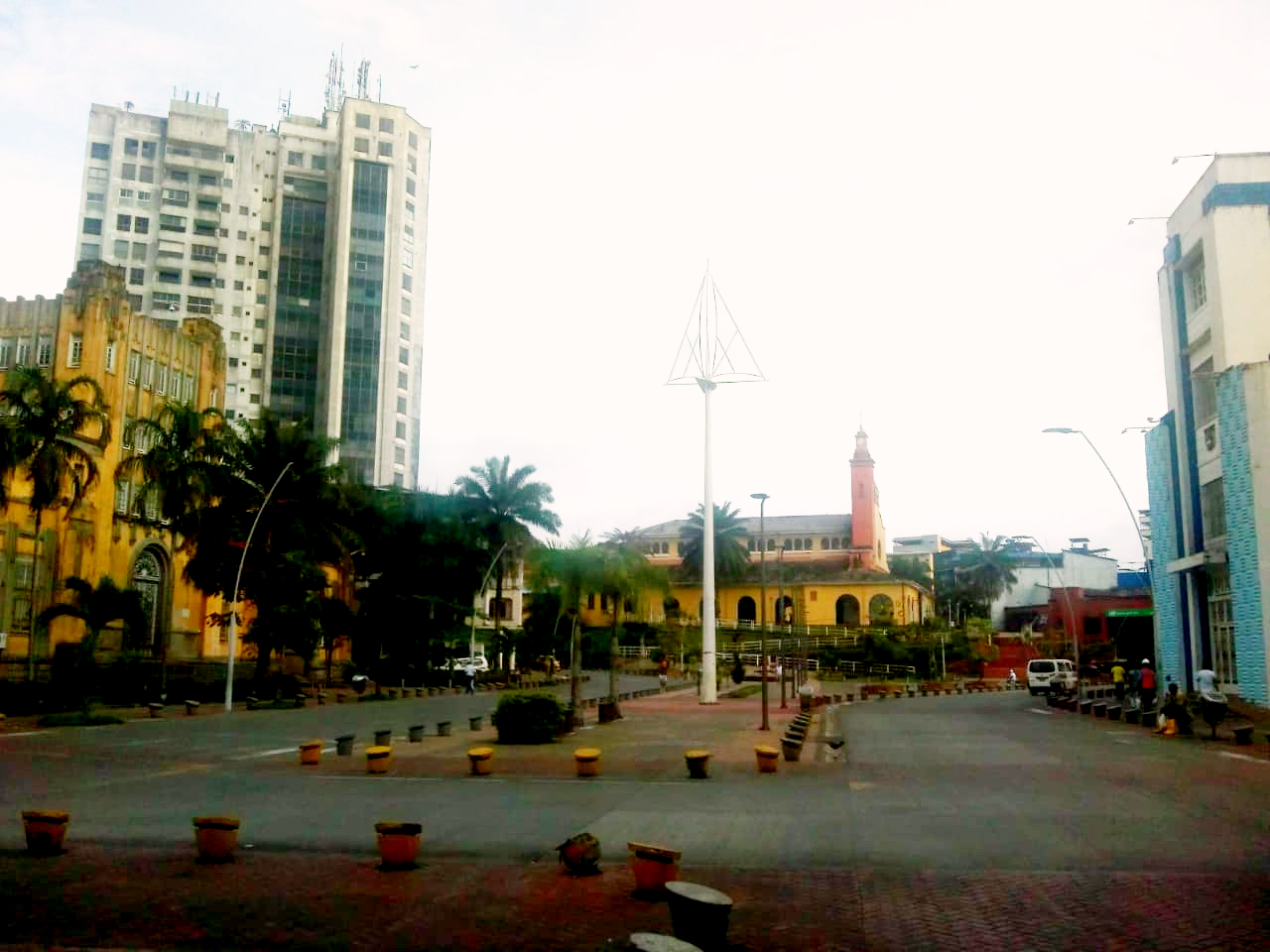
Bulevar de Buenaventura

- Faro de Buenaventura
- Bahía de la Cruz
- Muelle de Embarcaciones
- Bulevar del Centro Histórico[3][2][4][5]
- Miradores Hacia el Mar